# 敘利亞-瑪拉巴禮天主教門迪亞教區
敘利亞-瑪拉巴禮天主教門迪亞教區（拉丁語：Eparchia Mandiensis）是東儀天主教的一個教區（敘利亞－瑪拉巴禮），包括印度卡納塔克邦南部十個縣，受代利傑里總教區管轄。
教區成立於2010年1月18日，2012年有教友5,000名，由133名司鐸名管理七個堂區。現任教區主教為安多尼‧卡里伊爾。